# Iñigo Lekue
Iñigo Lekue Martínez (Bilbao, 4 mei 1993) is een Spaans professioneel voetballer die doorgaans als verdediger speelt. Hij stroomde in 2015 door vanuit de jeugdopleiding van Athletic Bilbao. 

## Carrière
Lekue speelde van 2008 tot 2012 bij Danok Bat. In de zomer van 2012 vertrok hij naar Athletic Bilbao. Na al gespeeld te hebben voor de reserve-elftallen van de club, maakte hij op 15 augustus 2015 zijn debuut in de strijd om de Supercopa de España tegen FC Barcelona. Vijftien dagen later maakte hij zijn debuut in de Primera División tegen SD Eibar.

## Clubstatistieken
| Seizoen | Club            | Competitie         | Competitie | Competitie | Beker | Beker | Internationaal | Internationaal | Totaal | Totaal |
| Seizoen | Club            | Competitie         | Wed.       | Dlp.       | Wed.  | Dlp.  | Wed.           | Dlp.           | Wed.   | Dlp.   |
| ------- | --------------- | ------------------ | ---------- | ---------- | ----- | ----- | -------------- | -------------- | ------ | ------ |
| 2012/13 | CD Baskonia     | Tercera División   | 34         | 0          | —     | —     | —              | —              | 34     | 0      |
| 2013/14 | Bilbao Athletic | Segunda División B | 26         | 0          | —     | —     | —              | —              | 26     | 0      |
| 2014/15 | Bilbao Athletic | Segunda División B | 31         | 0          | —     | —     | —              | —              | 31     | 0      |
| 2015/16 | Bilbao Athletic | Segunda División A | 3          | 1          | —     | —     | —              | —              | 3      | 1      |
| 2015/16 | Athletic Bilbao | Primera División   | 20         | 1          | 5     | 0     | 8              | 0              | 33     | 1      |
| 2016/17 | Athletic Bilbao | Primera División   | 25         | 2          | 1     | 0     | 5              | 1              | 31     | 3      |
| 2017/18 | Athletic Bilbao | Primera División   | 32         | 0          | 2     | 0     | 12             | 0              | 46     | 0      |
| 2018/19 | Athletic Bilbao | Primera División   | 4          | 0          | 0     | 0     | 0              | 0              | 4      | 0      |
| 2019/20 | Athletic Bilbao | Primera División   | 0          | 0          | 0     | 0     | 0              | 0              | 0      | 0      |

## Erelijst
| Supercopa de España | 1x | 2015 |

1 Simón ·
3 Vivian ·
4 Paredes ·
5 Álvarez ·
6 Vesga ·
7 Berenguer ·
8 Sancet ·
9 I. Williams ·
10 Muniain  ·
11 N. Williams ·
12 Guruzeta ·
13 Agirrezabala ·
14 D. García ·
15 Lekue ·
16 Ruiz de Galarreta ·
17 Berchiche ·
18 De Marcos ·
19 García de Albéniz ·
20 Villalibre ·
21 Herrera ·
22 R. García ·
23 Nolaskoain ·
24 Prados ·
29 Ares ·
30 Gómez ·
Coach: Valverde